# Walter Sabatini
Walter Sabatini (Marsciano, 2 maggio 1955) è un dirigente sportivo, allenatore di calcio ed ex calciatore italiano, di ruolo attaccante.

## Biografia
È il fratello maggiore dell'allenatore di calcio Carlo Sabatini.

## Carriera

### Giocatore

#### Gli esordi

Sabatini alla Roma nella stagione 1976-1977

A 17 anni (stagione 1972-1973) esordisce in Serie B con il Perugia dove l'anno successivo contribuisce ad una difficile salvezza. La stagione seguente, seppur limitato dalla prima serie di gravi infortuni, partecipa alla cavalcata che porta il Perugia in Serie A per la prima volta nella sua storia.
In seguito va per un anno al Varese (stagione 1975-1976), dove gioca poche ma positive gare che suscitano un'asta fra Juventus e Roma per aggiudicarsene le prestazioni. A spuntarla è la Roma che nel 1976-1977 vanta nel ruolo anche Bruno Conti il quale, dopo un lungo testa a testa, la spunta su Sabatini e si conquista il posto da titolare. La stagione lo vede sedere più volte in panchina e alla fine si conclude con il ritorno a Perugia in Serie A.

#### Il lungo infortunio
All'esordio a Bergamo (stagione 1977-1978) Sabatini è titolare ma nella settimana successiva subisce un brutto infortunio allo zigomo che lo tiene lontano dai campi per diversi mesi. Nel frattempo trascorrono le stagioni 1977-1978 nel Perugia (una presenza, assiste anche alla morte in campo del suo amico e compagno Renato Curi) e 1978-1979 nel Palermo, dove però, in Serie B, non riesce a giocare neanche una partita.

#### Gli ultimi anni
Nel 1979-1980 è il Lanerossi Vicenza di Renzo Ulivieri a chiamare Sabatini, il quale in Serie B disputa una buona stagione in cui i veneti sfiorano la promozione. Ma ormai la carriera ha intrapreso la via del declino. Nel 1980-1981 approda al Siracusa, in Serie C1, ma nonostante le forti ambizioni, la squadra siciliana finisce addirittura per retrocedere. Stagione 1981-1982: a Venezia, in Serie C2, Sabatini arriva ad ottobre e partecipa ad una grandiosa rimonta che porta la squadra a sfiorare una salvezza inizialmente impensabile, viste le clamorose difficoltà in cui la società lagunare versava. Le ultime 2 stagioni da professionista sono nel 1982-1983 al Parma in Serie C1, insieme a giovani talenti quali Pari, Salsano, Berti, e nel 1983-1984 alla Pro Patria in C2. Chiude la carriera totalizzando complessivamente 11 presenze in Serie A e 48 presenze e 2 reti in Serie B.

### Allenatore
Dal 1986 comincia la collaborazione con il Perugia per cui Sabatini allestisce una Scuola Calcio intitolata a Enzo Scaini (giocatore del Grifo morto pochi anni prima) e poi, dopo aver allenato le varie squadre del settore giovanile, ne diventa responsabile nel 1990. Nello stesso anno, con l'arrivo di Paolo Ammoniaci in panchina, diviene anche allenatore in seconda, carica che manterrà, unitamente alla responsabilità del settore giovanile, fino al 1992.
Nel novembre del 1995 il Gubbio che dopo 11 partite ha appena 8 punti in classifica lo chiama ad allenare la prima squadra nel girone E del CND. Sabatini farà peggio del suo predecessore: in 15 partite racimolerà appena 5 punti frutto di 5 pareggi.

### Dirigente sportivo

#### Dal settore giovanile della Lazio alle esperienze con Triestina, Arezzo e Perugia
Dal 1992 al 1994 Sabatini collabora, insieme a Roberto Ottaviani, con l'allora responsabile del settore giovanile della Lazio, ovvero Beppe Dossena. Sotto la sua supervisione, si mettono in luce in prima squadra giocatori come Alessandro Nesta e Marco Di Vaio.
Nel 1994 arriva la chiamata della Triestina, per la quale Sabatini va a ricoprire il ruolo di direttore sportivo. A Trieste è da citare l'acquisto, inizialmente accolto con enorme scetticismo, di Riccardo Zampagna, ventunenne prelevato direttamente da una squadra di dilettanti in Umbria.
L’8 ottobre 1998 viene chiamato dall'Arezzo come direttore sportivo. Qui trova come allenatore il conterraneo Serse Cosmi e i due allestiscono una squadra che al primo anno ottiene la salvezza, poi trascinata dal bomber Fabio Bazzani, sfiora la promozione in Serie B. Il 25 agosto 2000 ufficializza che non sarà più il ds della squadra toscana.
La coppia Sabatini-Cosmi si ritroverà a collaborare a Perugia, alle dipendenze del patron Luciano Gaucci che Sabatini incontra dopo gli screzi per cui nel 1992 era stato allontanato e che nel 2004, porteranno a una nuova rottura. Qui lancia Gennaro Gattuso.

#### La squalifica e la proposta di radiazione
Il 23 marzo del 2000 Sabatini viene squalificato per cinque anni con proposta di radiazione per aver violato le norme previste per il tesseramento di un calciatore extracomunitario.
L'allora presidente FIGC Franco Carraro rese esecutiva la radiazione trentotto mesi dopo, cioè il 15 marzo del 2003. Sabatini si appellò alla Camera di Conciliazione e Arbitrato del CONI asserendo che non potessero, per nessun giustificato motivo, trascorrere oltre tre anni tra squalifica e sopraggiunta radiazione.
La tesi venne accolta e infatti non si andò nemmeno a sentenza. Le indicazioni della Cca del CONI furono recepite dalla Federcalcio al punto da suggerire una sorta di irrituale «conciliazione privata» con Sabatini che dunque non venne radiato e terminò di scontare la squalifica nel marzo del 2005.

#### Il ritorno alla Lazio
Seppur in attesa di scontare la squalifica, Sabatini viene chiamato alla Lazio nell'agosto del 2004 dal nuovo patron biancoceleste, l'imprenditore romano Claudio Lotito, tornando così nel club capitolino stavolta come consulente di mercato per poi ricoprire il ruolo di direttore sportivo dopo le dimissioni di Carlo Osti nel maggio 2006.
Con la Lazio, allenata da Delio Rossi, raggiunge la qualificazione in Champions League nel 2007. Il 1º settembre dello stesso anno rassegna le dimissioni dopo una campagna di rafforzamento di fatto non realizzata, ma il presidente Lotito le respinge.
Il 9 maggio 2008, pur non avendo formalizzato le sue dimissioni, comunica che non proseguirà il rapporto con la società biancoceleste, alla quale è legato da un contratto valido fino al 30 giugno.
A Roma ha portato giocatori come Aleksandar Kolarov, Fernando Muslera, Ștefan Radu e Stephan Lichtsteiner.

#### Palermo
Il 2 luglio il Palermo annuncia l'ingaggio per un anno di Sabatini come nuovo direttore sportivo per sostituire Rino Foschi, che ha lasciato la Sicilia per fine contratto e il 7 luglio viene presentato ufficialmente.
In scadenza di contratto, il 20 maggio 2010 rinnova di un anno il contratto con i rosanero con un'opzione per la successiva stagione (2011-2012). Nello stesso mese l'agente FIFA Ernesto Bronzetti lo definisce «uno dei migliori talent scout in circolazione, è davvero bravissimo.»
Il 1º novembre 2010 si dimette dalla carica di ds del Palermo per motivi personali.
Lavorando per i rosanero riesce ad acquistare giocatori del calibro di Josip Iličič e Javier Pastore.

#### Roma
Il 2 maggio 2011 diventa consulente di mercato della Roma. Il 18 maggio il patron da poco insediato nella società, l'italo-americano Thomas DiBenedetto, lo conferma come futuro direttore sportivo. Il 10 giugno viene ufficializzato.
Il 15 maggio 2012 prolunga il suo contratto con la società per un altro anno. Il 10 maggio 2013 prolunga il suo contratto con la società per un altro anno. Il 27 febbraio 2014 prolunga ancora il suo contratto coi giallorossi per ulteriori tre anni. Il 7 ottobre 2016 rescinde il contratto con la società giallorossa.
Soprattutto sulla sponda romanista del Tevere effettua colpi di livello assoluto tra cui Mehdi Benatia, Erik Lamela, Miralem Pjanić, Leandro Paredes, Marquinhos, Kevin Strootman, Stephan El Shaarawy, Diego Perotti, Maicon, Gervinho, Wojciech Szczęsny, Kōstas Manōlas, Radja Nainggolan, Edin Džeko, Mohamed Salah e Alisson Becker.

#### Inter e Jiangsu (Suning Sports Group)
Il 10 maggio 2017 viene nominato coordinatore dell'area tecnica di Suning Sports Group, di cui fanno parte l'Inter e il Jiangsu Suning. Dopo nemmeno un anno, il 28 marzo 2018 risolve anticipatamente il contratto che lo legava al gruppo cinese per via di alcune divergenze di vedute.

#### Sampdoria
Il 18 giugno 2018 viene nominato responsabile dell'area tecnica della Sampdoria, svolgendo questa funzione a partire dal 1º luglio, ritrovando il direttore sportivo Carlo Osti con il quale aveva già lavorato nel 2005 alla Lazio. Il 20 aprile 2019, a seguito di uno screzio con il presidente Massimo Ferrero, si dimette da responsabile dell’area tecnica.

#### Bologna e Montréal Impact
Il 17 giugno 2019 viene annunciato come coordinatore delle aree tecniche del Bologna e del Montréal Impact, entrambe di Joey Saputo. Il 27 settembre 2021 viene annunciata l'interruzione del suo incarico.

#### Salernitana e Athletic Club
Il 14 gennaio 2022 con il cambio societario viene nominato direttore sportivo della Salernitana, militante in Serie A. Sotto la sua guida la squadra campana compie una massiccia campagna d'acquisti invernale e conquista un'insperata salvezza all'ultima giornata.
Alla fine della stagione, DAZN pubblica un minidoc dal titolo W Sabatini - Salvezza 7 percento, prodotto da Ring Film sui sei mesi di Sabatini a Salerno.
Il 2 giugno successivo, tramite la risoluzione del contratto, viene esonerato  dal presidente Danilo Iervolino in seguito ad incomprensioni.
Il 28 luglio 2023 diventa consulente dell’Athletic Club, club della Serie D brasiliana, con il compito di interfacciarsi con il club in Europa.
Il 19 dicembre 2023 torna alla Salernitana nelle vesti di direttore generale. Il 14 giugno 2024, con la nomina di Gianluca Petrachi, lascia la squadra.

## Palmarès

### Giocatore

#### Competizioni nazionali
- Campionato italiano di Serie B: 1

Perugia: 1974-1975

#### Competizioni internazionali
- Coppa Piano Karl Rappan: 1

Perugia: 1978